# Linux Audio Conference
A Linux Audio Conference (frequentemente abreviada para LAC) é uma conferência internacional focada em sistemas de código aberto aplicados na prática musical, trativa de áudio ou qualquer outro serviço multimídia que utilizam o Linux como principal plataforma. Realizado pela primeira vez em 2002, o evento é realizado pela Linuxaudio.org, um consórcio sem fins lucrativos formado por artistas, pesquisadores, companhias, instituições e organizações que utilizam software livre para realizarem trabalhos relacionados com áudio, focando em ferramentas profissionais para a criação, gravação e produção de música, bem como auxiliar a indústria de transmissão.
A conferência aceita artigos que tragam novidades e exibam as pesquisas mais avançadas para a área, assim como apresenta performances que unam a computação com o fazer artístico, ofereça workshops e code jams. O objetivo da code jam é prover um espaço de encontro entre artistas e desenvolvedores que utilizam sistemas de áudio em Linux, de modo a proporcionar melhores condições para a criação de novas ferramentas e também para resolver problemas inerentes a área.

## Tópicos de Interesse
O foco da conferência está na pesquisa e desenvolvimento de sistemas FLOSS (grátis, livres e de código-aberto), especialmente aqueles baseados em GNU/Linux. Mas ela também encoraja os participantes a fazerem submissões de trabalhos que utilizam sistemas não-Linux (como o Haiku, Fuschia, IncludeOS e afins), bem como projetos não centrados em áudio, focando também em vídeos, protocolos de rede, videogames e arte.
A seguir, alguns tópicos abrangidos pela conferência:
- Projetos de arte realizados com sistemas de software livre
- Análise sobre a arquitetura de áudio em sistemas operacionais
- Musicologia	em sistemas abertos
- Suporte a hardware de áudio
- Interfaces para expressão musical
- Sistemas móveis[9]
- Produção musical nas ferramentas relacionadas
- Sistemas distribuídos
- Protocolos de troca de informação musical e protocolos de rede
- Linguagens de programação orientada a mpusica
- Kernels em tempo real
- Interação Humano-máquina
- Processamento de sinal e som
- Sistemas multimídia
- Videogames

### Trabalhos artísticos
Trabalhos e instalações artísticas também são aceitas na conferência, desde que incluam algum nível de criação multimídia realizada em software livre. Exemplos desses trabalhos passam pelas seguintes áreas:
- Live-coding
- Gameficação na arte
- Música acusmática
- Musique concrète
- New Media Art
- Web Art

## Edições anteriores
A primeira edição do Linux Audio Conference foi em 2002. Desde então, ela vem sendo realizada anualmente em diversos lugares ao redor do mundo (inclusive com duas edições no mesmo ano, em algumas ocasiões). Eles são listados a seguir:
2019 – Stanford University (Estados Unidos da América)
2018 – Berlin (Alemanha)
2017 – Saint-Etienne (França)
2016 – C-base (Berlin, Alemanha)
2015 – Computer Music Research Group (Mainz, Alemanha)
2014 – Centre for Art and Media (Karlsruhe, Alemanha)
2013 – University of Music and Performing Arts (Graz, Áustria)
2012 – Stanford University (Estados Unidos da América)
2011 – National University of Ireland (Maynooth, Irlanda)
2010 – Hogerschool voor de Kunsten (Utrecht, Países Baixos)
2009 – La Casa della Musica (Parma, Itália)
2008 – KHM (Colônia, Alemanha)
2007 – Berlin (Alemanha)
2006 –   Karlsruhe (Alemanha)
2005 –   Karlsruhe (Alemanha)
2005 – Adelaide (Austrália)
2004 – Karlsruhe (Alemanha)